# Musée du FC Barcelone
Le musée FCBarcelona Président Nuñez est le musée du FC Barcelone. Il se trouve au Camp Nou et a été inauguré le 24 septembre 1984, sous la présidence de Josep Lluís Núñez. Sur une surface de 3 550 m² répartis sur deux étages, le musée retrace l'histoire du club catalan depuis sa fondation en 1899. Le musée du Barça est visité par plus d'un million de personnes par an.

## Histoire
De nombreux objets liés à l'histoire du Barça y sont montrés au public, y compris des œuvres de Salvador Dalí, Joan Miró, Antoni Tàpies, José Segrelles ou Josep Maria Subirachs sur le thème du sport. Une zone multimédia est également présente, avec de nombreux documents audio et vidéo présentant les personnages et les moments-clés de l'histoire du club. Le musée possède aussi son centre documentaire, archives de presses du club et d'autres documents. Il permet en outre la consultation de très nombreuses photographies.
En 1987, le musée a subi sa première rénovation avec l'agrandissement de la galerie d'art mais ce fut en 1994 lorsqu'il a évolué de manière substantielle, en doublant son ancienne surface initialement de 950 m² et en incluant des nouveautés comme le Centre de Documentation. 
Il y eut une troisième rénovation au cours de la saison 1997-98, qui l'a agrandi jusqu'à 3550m² et qui a vu la construction d'une rampe surélevée qui connecte le Museu à la boutique du club. De plus, l'espace dédié aux expositions temporaires a été augmenté et la collection "Futbolart" de Pablo Ornaque est devenue permanente. Actuellement[Quand ?] le Museu se divise en quatre zones : le musée historique, la galerie d'art, la collection "Futbolart" et les expositions temporaires. Jaume Ramon (1984-1990), Roser Cabero (1990), Albert Pujol (1990-2006) et Jordi Penas (depuis 2006) ont été les directeurs successifs depuis son ouverture. 
Un autre succès a été l'introduction en 2001 d'une visite guidée du stade qui est une occasion unique pour le visiteur de fouler le vestiaire de la première équipe, la pelouse du Camp Nou ou la tribune présidentielle. Malgré cela, la salle où sont exposés les cinq trophées de la Ligue des champions continue d'être le lieu de pèlerinage favori.

### Record de fréquentation
Le Museu a pris une telle dimension au fil du temps qu'il est devenu avec ses plus de un million de visiteurs par année, le musée le plus visité de Catalogne, devant celui de Salvador Dalí à Figueres et celui de Pablo Picasso à Barcelone. Au niveau national, il est seulement dépassé par le musée du Prado et le musée Reina Sofía à Madrid.
Le 9 septembre 2010, le musée a dépassé les 20 millions de visiteurs depuis son inauguration.

### Espace Messi
Le 12 juillet 2013, un espace permanent exclusivement consacré aux exploits de Lionel Messi est inauguré à l'intérieur du musée. Cet espace, de 70 m² au premier étage du Camp Nou Experience, héberge les sept Ballons d'Or remportés par l'Argentin, ainsi que ses six Souliers d'Or. Ces treize trophées sont accompagnés de deux tablettes interactives sur lesquelles il est possible de voir tous les buts de Messi avec l'équipe première. Il est aussi possible de voter pour le but considéré comme le meilleur. Le directeur du musée, Jordi Penas, affirme que les visiteurs du Camp Nou Experience réclamaient cet espace.

## Galerie d'images

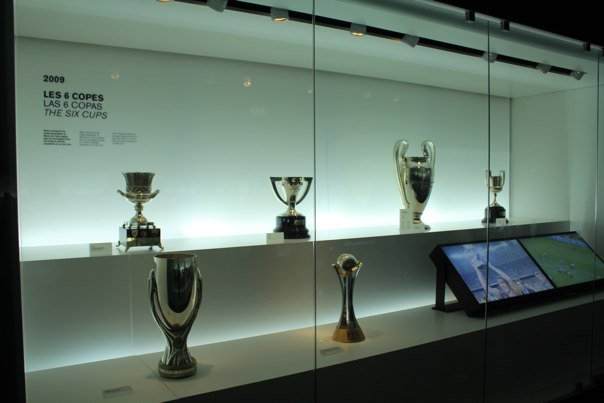
Le sextuplé historique obtenu en 2009 (LDC, championnat, Coupe, Supercoupes d'Europe et d'Espagne et Coupe du monde des clubs).
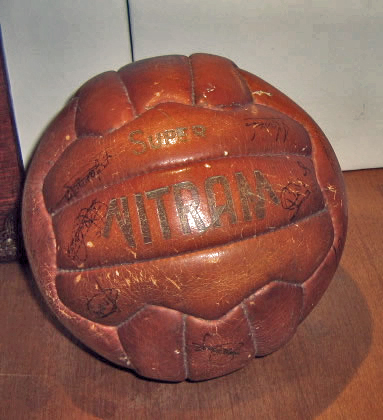
Le ballon utilisé lors de la première finale de la Coupe des villes de foires en 1958.
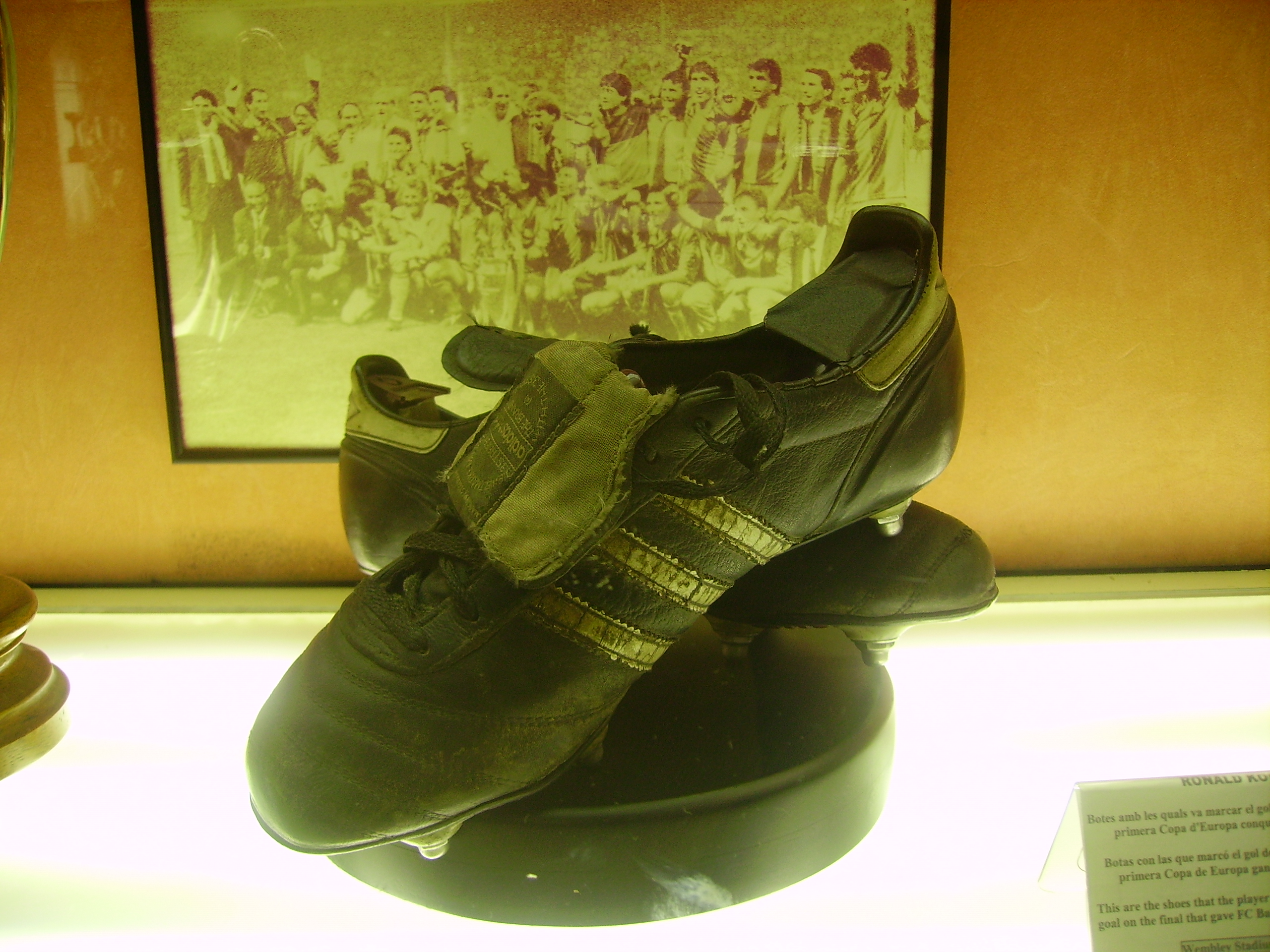
Les chaussures avec lesquelles Ronald Koeman inscrivit le but qui donna au Barça sa première Ligue des Champions en 1992.
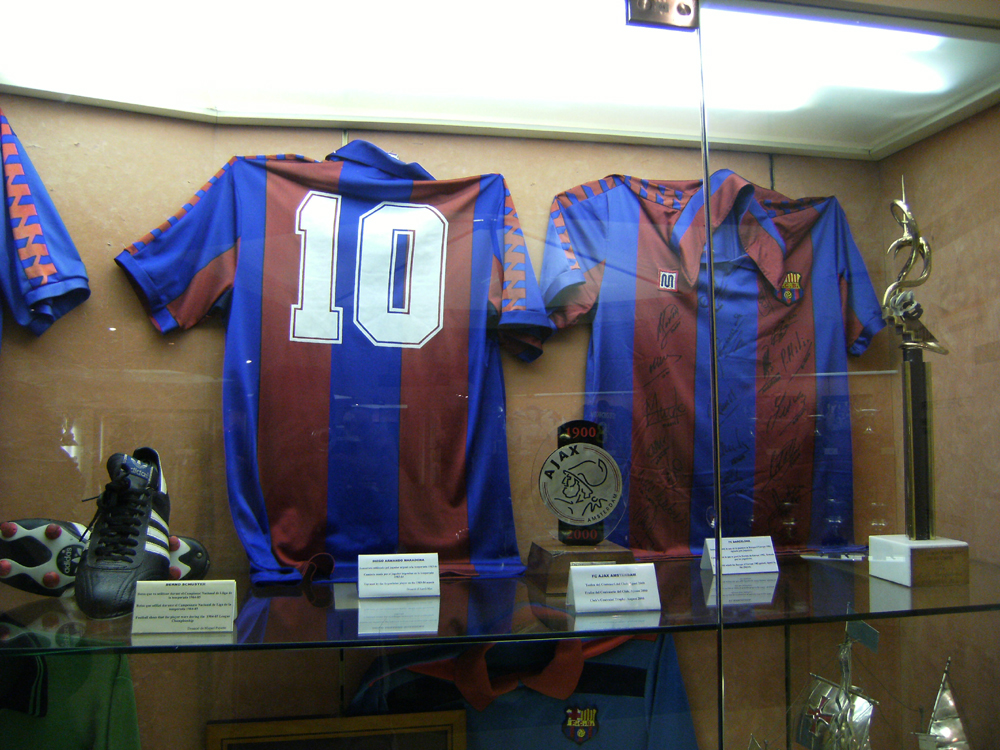
Le maillot de Diego Maradona qui joua deux saisons à Barcelone (1982-1984).
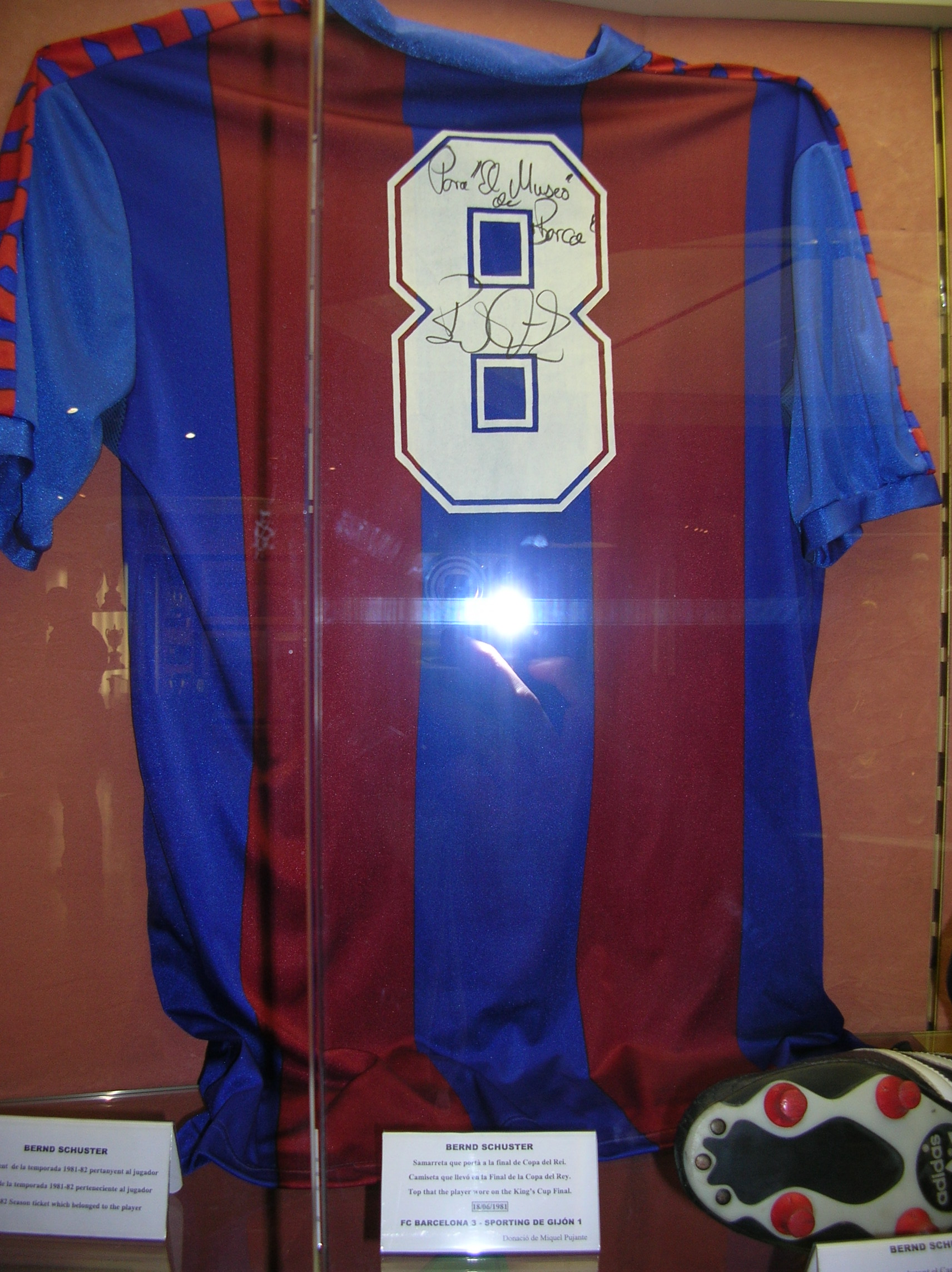
Le maillot blaugrana de Bernd Schuster (1980-1988).
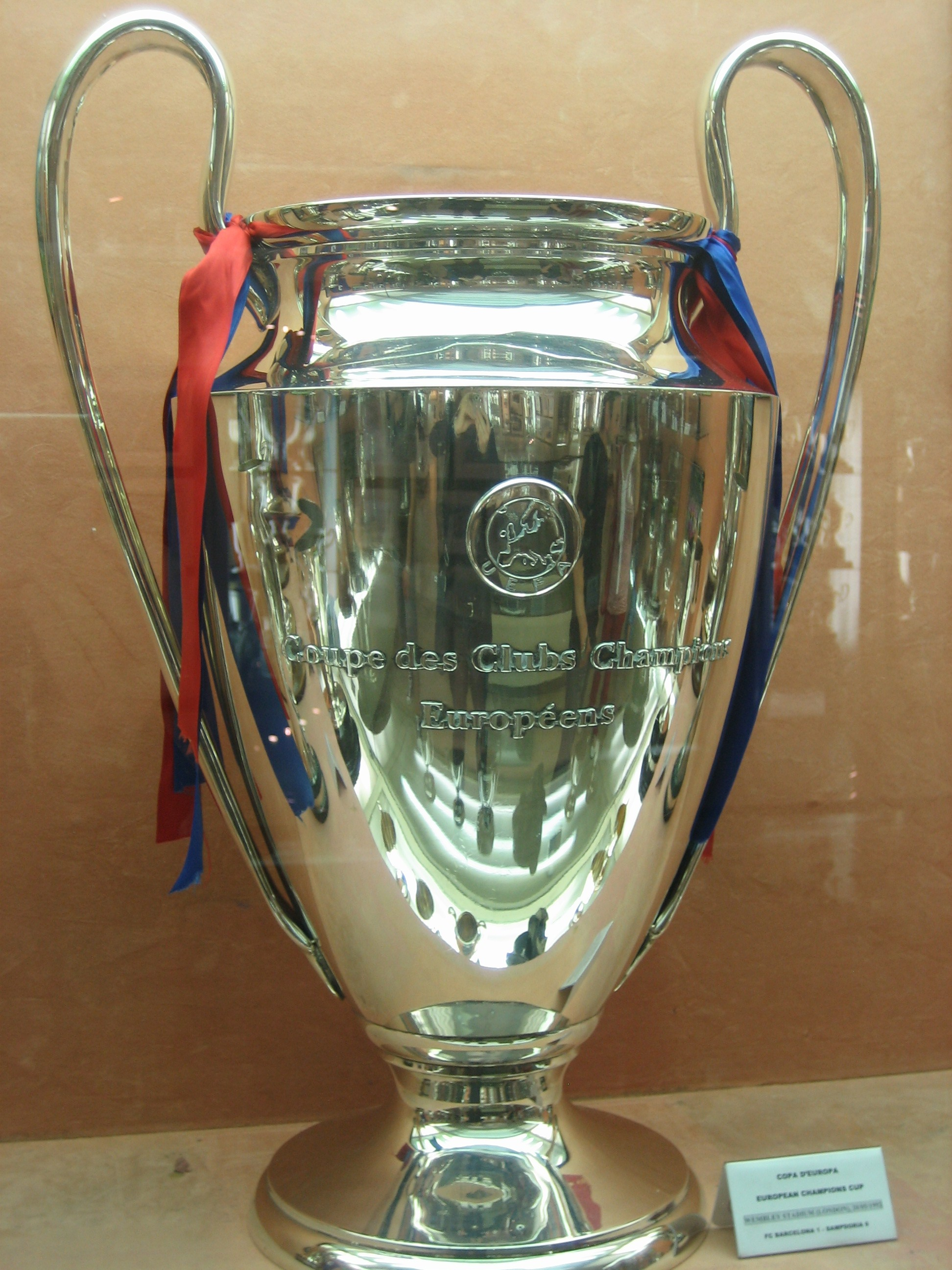
La coupe de l'une des Ligues des champions remportées par le Barça